# FMA AeMB.2
FMA AeMB.2 Bombi là một loại máy bay ném bom được phát triển tại Argentina vào giữa thập niên 1930.

## Tính năng kỹ chiến thuật (AeMB.2)
Đặc điểm tổng quát
- Kíp lái: 3
- Chiều dài: 10.90 m (35 ft 9 in)
- Sải cánh: 17.20 m (56 ft 5 in)
- Chiều cao: 2.80 m (9 ft 2 in)
- Diện tích cánh: 25.0 m2 (269 ft2)
- Trọng lượng rỗng: 2.120 kg (4.670 lb)
- Trọng lượng có tải: 3.500 kg (7.710 lb)
- Powerplant: 1 × Wright R-1820-F3, 533 kW (715 hp)

Hiệu suất bay
- Vận tốc cực đại: 285 km/h (177 mph)
- Tầm bay: 600 km (370 dặm)
- Trần bay: 6.000 m (19.685 ft)
- Vận tốc lên cao: 5,5 m/s (1.100 ft/phút)

Vũ khí trang bị
- 1 × Súng Madsen 11,25 mm
- 1 × súng máy 0.45
- 400 kg (880 lb) bom